# Leon Maloney
Leon Harry Maloney (Wight, 13 mei 2001) is een Engels voetballer die bij voorkeur als aanvaller speelt.

## Carrière
Leon Maloney speelde in de jeugd van Portsmouth FC. Hij debuteerde voor deze club op 8 januari 2019, in de met 0-2 gewonnen uitwedstrijd tegen Southend United FC in het toernooi om de EFL Trophy, een toernooi wat Portsmouth dit seizoen zou winnen. Maloney zelf werd in het seizoen 2018/19 in twee periodes uitgeleend aan Bognor Regis Town FC. In het seizoen 2019/20 kwam hij ook alleen in de EFL Trophy in actie voor Portsmouth. Hij scoorde zijn enige doelpunt voor de club in de met 2-1 gewonnen thuiswedstrijd tegen Northampton Town FC.
In de winterstop vertrok hij naar FC Volendam, waar hij in de zomer ervoor ook al op proef was. Na zeven optredens in de Eerste Divisie 2020/21 voor de club, speelde hij sindsdien alleen voor hun tweede elftal in de Tweede divisie. Aan het einde van het seizoen 2022/23 werd zijn aflopende contract niet verlengt.
Nadien tekende Maloney in augustus 2023 bij AFC Totton, uitkomend in de Southern Football League Premier Division, het zevende niveau van het Engels voetbalsysteem. Met Totton verloor hij de finale van de play-offs om promotie na strafschoppen van Salisbury FC, waarmee promotie naar niveau zes werd misgelopen. Medio 2024 maakte Maloney de overstap naar competitiegenoot Havant & Waterlooville.

### Statistieken als profvoetballer
| Seizoen                    | Club                   | Land           | Competitie      | Competitie | Competitie | Beker | Beker | Overig | Overig | Totaal | Totaal |
| Seizoen                    | Club                   | Land           | Competitie      | Wed.       | Dlp.       | Wed.  | Dlp.  | Wed.   | Dlp.   | Wed.   | Dlp.   |
| -------------------------- | ---------------------- | -------------- | --------------- | ---------- | ---------- | ----- | ----- | ------ | ------ | ------ | ------ |
| 2018/19                    | Portsmouth FC          | Engeland       | League One      | 0          | 0          | 0     | 0     | 1      | 0      | 1      | 0      |
| 2018/19                    | → Bognor Regis Town FC | Engeland       | Isthmian League | 9          | 0          | 0     | 0     | 2      | 1      | 11     | 1      |
| 2019/20                    | Portsmouth FC          | Engeland       | League One      | 0          | 0          | 0     | 0     | 4      | 1      | 4      | 1      |
| 2019/20                    | Jong FC Volendam       | Nederland      | Tweede divisie  | 3          | 0          | –     | –     | –      | –      | 3      | 0      |
| 2020/21                    | Jong FC Volendam       | Nederland      | Tweede divisie  | 4          | 1          | –     | –     | –      | –      | 3      | 0      |
| 2020/21                    | FC Volendam            | Nederland      | Eerste divisie  | 7          | 0          | 0     | 0     | –      | –      | 7      | 0      |
| 2021/22                    | Jong FC Volendam       | Nederland      | Tweede divisie  | 13         | 1          | –     | –     | 2      | 0      | 15     | 1      |
| 2021/22                    | FC Volendam            | Nederland      | Eerste divisie  | 0          | 0          | 0     | 0     | –      | –      | 0      | 0      |
| 2022/23                    | Jong FC Volendam       | Nederland      | Tweede divisie  | 20         | 3          | –     | –     | –      | –      | 20     | 3      |
| 2022/23                    | FC Volendam            | Nederland      | Eerste divisie  | 0          | 0          | 0     | 0     | –      | –      | 0      | 0      |
| Carrièretotaal             | Carrièretotaal         | Carrièretotaal | Carrièretotaal  | 56         | 5          | 0     | 0     | 9      | 2      | 65     | 7      |
| Bijgewerkt t/m 5 juli 2023 |                        |                |                 |            |            |       |       |        |        |        |        |